# Tallholmen vid Storramsjö, Ingå
Tallholmen är en ö i Finland. Den ligger i Finska viken och i kommunen Ingå i den ekonomiska regionen  Raseborg i landskapet Nyland, i den södra delen av landet. Ön ligger omkring 59 kilometer väster om Helsingfors.
Öns area är 1,7 hektar och dess största längd är 200 meter i sydöst-nordvästlig riktning.